# 平山真
平山 真（ Hirayama Makoto、1973年９月 
現在は、プログラマー兼エンジニアとして仕事をしつつ、データ分析や機械学習などの人工知能に関する研究などを行いながらJ-POP カルチャー、政策論、都市論などの分野で執筆活動を行なっているとされる人物。

## 概要
高校卒業後に一年間の予備校生活を経て、北海道旭川にある大学に進学し４年間旭川での学生生活を送る。大学卒業後は、建築意匠関係の仕事に従事。
2010年９月に慶應義塾大学大学院政策・メディア研究科修士課程に進学。
2012年８月に慶應義塾大学大学院政策・メディア研究科修士課程を修了。

## 主な受賞歴・雑誌掲載

### 受賞歴
- 2010年9月　ドリームコアコレクティブ特別賞「CARD CITY2.0」
- 2010年3月　ハイブリッドデザインコンテスト優秀賞「CYBERNETICS CIRCUS2.0」
- 1999年　デジタル・モデリング・コンテスト最優秀賞「FOSTER HOUSE PROJECT」
- 1998年　第4回日経アーキテクチャー・デジタルデザインコンペ佳作「FOSTER HOUSE PRJECT」
- 1997年　第3回日経アーキテクチャー・デジタルデザインコンペ佳作「CYBERNETICS CIRCUS」
- 1997年　日本建築学会北海道支部卒業設計優秀賞銅賞「CYBERNETICS CIRCUS」

### シンポジウム等
- 2010年6月　アーバンコンピューティング　6.26
- 2010年9月　アーバンコンピューティング　9.07

### 展示
- 2010 年6 月パナソニックセンターにて作品展示「CYBERNETICS CIRCUS 2.0」
- 2003 年1 月「SPARKS CAFE*」
- 2000 年5 月SPACE EDGE にて作品展示。「PAIR」
- 2000 年５月三鷹のデイリーズのギャラリーにて作品展示。「PAIR」
- 2000 年4 月スパイラル・インディペンデント・クリエイターズ・フェスティバルにおいて作品展示「PAIR」
- 1998 年アーキテクツガーデンにおいて作品展示「CYBERNETICS CIRCUS」

### 書籍・雑誌掲載
- 2022年7月　カリスマ的表現者たちの共通性: あるアイドルグループと伝説的シンガーソングライターのカリスマ性について
- 2022年4月　ぼくとフシミのフシギな「つながり」: 〜９０年代、僕たちはどのようにしてリアルなナラティブ体験を生み出してきたのか？〜
- 2022年1月　ポストモダンはなぜ終わりを迎えたのか？: ポストモダンからデジタルモダンへ 〜これからのデジタル推進の波に備えよ！〜
- 2007 年　ハニカムダイナミクスの建築
- 2006 年　ハニカムチューブの建築
- 2006 年　新建築「花みどり文化センター」
- 2005 年4 月号　MEMO 男の部屋
- 2005 年1 月号　MEMO 男の部屋
- 2004 年11 月号　MEMO 男の部屋
- 2003 年　建築文化「SPARKS CAFE*」
- 2003 年　住宅建築「SPARKS CAFE*」
- 2000 年　「CASA BRUTUS SUMMER 2000」に「PAIR SEREISE」掲載
- 2000 年「A」6 号「FUNCTIONAL FURNITURE」掲載
- 1999 年「A」５号「ASPARAGUS HOUSE」掲載
- 1999 年月刊「リフォーム」　「FORSTER HOUSE PROJECT」掲載
- 1998 年日経アーキテクチャー「FOSTER HOUSE PROJECT」掲載
- 1997 年日経アーキテクチャー「CYBERNETICS CIRCUS」掲載
- 1997 年近代建築別冊『卒業制作`97』掲載